# Popis hrvatskih veleposlanika u Mađarskoj
Republika Hrvatska i Mađarska održavaju diplomatske odnose od 18. siječnja 1992. Sjedište veleposlanstva je u Budimpešti.

## Veleposlanici
Veleposlanstvo Republike Hrvatske u Mađarskoj osnovano je odlukom predsjednika Republike od 11. ožujka 1992
| Veleposlanik        | Postavljenje       | Opoziv              | Sjedište   |
| ------------------- | ------------------ | ------------------- | ---------- |
| Aleksandar Šolc     | 11. ožujka 1992.   | 1. siječnja 1996.   | Budimpešta |
| Zdenko Škrabalo     | 23. siječnja 1996. | 31. listopada 2000. | Budimpešta |
| Stanko Nick         | 1. studenoga 2000. | 31. prosinca 2006.  | Budimpešta |
| Ivan Bandić         | 3. siječnja 2007.  | 15. rujna 2012.     | Budimpešta |
| Gordan Grlić Radman | 1. listopada 2012. | 15. rujna 2017.     | Budimpešta |
| Mladen Andrlić      | 16. rujna 2017.    |                     | Budimpešta |

## Vanjske poveznice
- Mađarska na stranici MVEP-a